# Lycée Pierre-d'Ailly
Pour l’article homonyme, voir Pierre d'Ailly.
Le lycée Pierre-d'Ailly est un établissement d'enseignement secondaire public situé à Compiègne, dans l'Oise, dépendant de l'académie d'Amiens. 
Lycée général et technologique, il possède également des classes préparatoires aux grandes écoles littéraires et scientifiques.

## Histoire
Le collège de Compiègne, fondé 1571, devient le lycée Pierre-d'Ailly en 1949 en l'honneur du cardinal et philosophe originaire de la ville (1351-1420). En 1970, le lycée déménage vers son emplacement actuel, en lisière de la forêt de Compiègne.

## Initiatives pédagogiques et technologiques

### Années 1970
En 1975, dans un objectif novateur d'initiation à l'informatique décidé par le ministère de l'Éducation nationale, pour enseignants et élèves intéressés, le lycée Pierre-d'Ailly, à Compiègne, fut éligible à l'opération dite « Expérience des 58 lycées » : utilisation de logiciels et enseignement de la programmation en langage LSE, en club informatique de lycée,, dans 58 établissements de l'enseignement secondaire en France. À cet effet, quelques professeurs du lycée, enseignants de diverses disciplines, furent préalablement formés à la programmation informatique. Puis l'établissement fut doté d'un ensemble informatique en temps partagé comprenant : un mini-ordinateur français CII Mitra 15 avec disque dur, un lecteur de disquettes 8 pouces, huit terminaux écrans claviers Sintra TTE, un téléimprimeur Teletype ASR-33 (en) et le langage LSE implémenté ; tous ces moyens ayant permis de mettre en œuvre sur le terrain cette démarche expérimentale, avec du matériel informatique ultra-moderne pour l'époque.

## L'enseignement au lycée

### Filières d'enseignement
Le lycée est un lycée d'enseignement général et technologique. Il prépare les baccalauréats généraux (Économique et Social, Littéraire et Scientifique) ainsi que le baccalauréat technologique STMG.

### Options d'enseignement
Le lycée propose les langues suivantes : anglais, allemand, espagnol, italien, japonais, portugais.
Sont également proposé en option en seconde : histoire des arts, latin, musique, grec ancien et arts plastiques.

### Classement du lycée
En 2015, le lycée se classe 12e sur 25 au niveau départemental quant à la qualité d'enseignement, et 1218e au niveau national. Le classement s'établit sur trois critères : le taux de réussite au bac, la proportion d'élèves de première qui obtient le baccalauréat en ayant fait les deux dernières années de leur scolarité dans l'établissement, et la « valeur ajoutée » (calculée à partir de l'origine sociale des élèves, de leur âge et de leurs résultats au diplôme national du brevet).

## Les autres formations

### CPGE littéraires
Le lycée possède une hypokhâgne et une khâgne A/L, préparant le concours de l'École normale supérieure de Lyon. Il n'y a jamais eu d'élèves intégrant l'école, mais régulièrement des sous-admissibles voire admissibles au concours et des élèves intégrant d'autres écoles, notamment des IEP.

### CPGE scientifiques
Le lycée propose deux filières scientifiques par année.
- Première année :  MPSI et PCSI.
- Deuxième année : MP et PC.

### Prépa au concours infirmiers
Le lycée propose une préparation au concours d'entrée en institut de soins infirmier en partenariat avec l'IFSI de Compiègne. C'est une formation publique et quasiment gratuite.

## Personnalités liées au lycée

### Enseignants
- Christophe Cervellon, professeur de philosophie[14] ;
- François Furet, historien, y a commencé sa carrière d'enseignant en 1955[15] ;
- Roger Judrin, écrivain, y enseigne les Lettres classiques de 1941 à 1970[16] ;
- Annie Kriegel, historienne et éditorialiste[1] ;
- Michel Rouche, historien[1] ;
- Augustin Thierry, historien, y a enseigné[1] ;
- Jean Tulard, historien, y a enseigné[1].

### Anciens élèves
- Constance, humoriste et comédienne ;
- Élodie Gossuin, Miss France 2001 puis Miss Europe 2001, élue locale et animatrice de télévision et de radio ;
- Catherine Jacob, actrice ;
- Sofiène Lamri, karatéka vainqueur de l'Open Kumité de Tokyo 2010 ;
- Mohamed Mbougar Sarr, écrivain, y a été élève en classes préparatoires littéraires[17].

## Association des anciens élèves
Fondée le 12 janvier 1873, l'Association des Anciens Élèves du Collège de Compiègne et du Lycée Pierre d'Ailly (AEECL) existe toujours et vise à « perpétuer les liens de camaraderie qui se sont formés au collège de Compiègne ou au lycée Pierre d'Ailly ».